# Злодій і стриптизерка
Злодій і стриптизерка (англ. The Thief and the Stripper) — американський трилер 2000 року.

## Сюжет
Джек знаходиться у скрутному становищі і вирішує вкрасти портфель з грошима у місцевих гангстерів. Сховавшись в стриптиз клубі, який належить місцевому гангстерові Джиммі Ді, Джек пропонує стриптизерці заплатити, щоб та допомогла йому сховатися. Інші місцеві бандити та продажні поліцейські також зацікавлені у вмісті кейса і починають переслідування.

## У ролях
- Майкл Медсен — Джиммі Ді
- Л.П. Браун III — Джек
- Чарльз Неп'єр — Фейс
- Брайон Джеймс — Шейх
- Мартін Коув — Кроу
- Роксана Зел — Джуне
- Стоуні Джексон — Ю-Дог
- Тодд Бріджес — Берн
- Марк Аугуст — Паскуале
- Чарльз Артур Берг — Рей
- Джиммі Бріджес — Джей Джей
- Том Друілет — агент ФБР
- Френкі Рей — Антоніо
- Сантос Рейес — охоронець
- Рене Томпсон — подруга
- Кен Вако — Ковбой
- Т. Річ Вілан — хлопець
- Роберт З'Дар — Ральф